# Joseph Antoine Marie Mainoni
Joseph Antoine Marie Michel Mainoni (Giuseppe Antonio Mainoni), né le 29 septembre 1754 à Lugano (Suisse), mort le 12 décembre 1807 à Mantoue (Italie), est un général français de la Révolution et de l’Empire.

## Famille
Il est issu d'une famille originaire de Lombardie. Il est le fils de Bernardo Giuseppe Mainoni (1727-1786) et de Franceska Grossi. Sa femme, Franceska Clara Schweitzer (1755-1791), est la fille du magnat des affaires et banquier d'origine italienne Franz Maria Schweitzer.

## Biographie
En 1770, Joseph Antoine Mainoni commence à travailler dans l'entreprise familiale, créée par son grand-père Giuseppe Antonio Mainoni (1704-1776), à Strasbourg. Peu de temps après, il part a Francfort pour diriger le magasin de cette ville, alors que son père dirige le magasin de Strasbourg.
À Francfort, il épouse en 1777 Franceska Clara Schweitzer, avec qui il a six enfants. 
Après la mort de son père, en 1786, il lui succède à Strasbourg, mais il est contraint de liquider le magasin de Francfort en 1788.
De août à novembre 1793, il est nommé agent national du district de Strasbourg. Il est ensuite président du tribunal révolutionnaire de Strasbourg jusqu’en janvier 1794. 
En juillet 1795, il est arrêté et emprisonné à Strasbourg pour avoir commis des abus en tant que président du tribunal révolutionnaire.  Les faits reprochés étaient relativement mineurs et il fut facilement acquitté le 12 septembre de la même année.

### États de service
Il entre en service le 18 octobre 1790, comme soldat dans la cavalerie nationale soldée du Bas-Rhin, et il passe par tous les grades jusqu’à celui de capitaine audit corps le 6 août 1792. Au mois d’octobre il est désigné à l’unanimité des chefs de bataillon, commandant du 6e bataillon de volontaires du Bas-Rhin. Le 11 avril 1793, il se trouve au siège de Mayence, en tant que chef de brigade, et il est blessé à la jambe lors d’une sortie.  
Le 30 juillet 1794, il prend la tête de la 92e demi-brigade. 
Il est nommé commandant de brigade le 17 février 1796, à la 44e demi-brigade, par décision des représentants Baudot, Lacoste, Lémane et Rougemont. Il sert avec distinction aux armées des Vosges, du Centre, et du Rhin, sous les ordres des généraux Biron, Wimpffen et Beauharnais. Il se distingue à la bataille de Biberach le 2 octobre 1796, et il bat l’ennemi au combat de Stanz en Suisse le 9 septembre 1798, ce qui amène la reddition de cette ville.
Il est promu général de brigade le 19 novembre 1798. Il se trouve à l’affaire de Schultz le 16 mars 1799, et là, surpris par les Autrichiens qui débouchent à l’improviste des montagnes, il tombe au pouvoir de l’ennemi avec son aide de camp, presque tous ses officiers et mille hommes. Il est fait prisonnier. Après quatre mois d'emprisonnement dans la forteresse de Graz, il fut échangé avec le général autrichien Auffenberg.
Le 16 août 1799 il rentre en France et à partir du 9 septembre il est employé par l'armée du Danube. Le 25 septembre il combat au passage de Linth, commandant l'aile droite de la division Soult. Son action est décisive pour la victoire française à la bataille de Zurich. Ensuite, il est transféré au commandement de la 110e demi-brigade à Berne. En décembre il passe au commandement des troupes stationnées dans le Valais sous les ordres du général Louis Antoine Choin de Montgay.
Le 18 mars 1800, il est affecté à l’armée de réserve, et le 10 mai suivant il commande l’avant-garde de la division d’infanterie du général Lannes.
Il se distingue à la défense de la rive droite du Pô. Commandant 3 bataillons de la division du général Watrin, il place sa troupe le long du fleuve, en s’appuyant aux digues et aux marais en arrière de San-Cipriano. Il a bientôt à se féliciter de cette précaution, car à peine a-t-il pris poste que des forces bien supérieures aux siennes, et soutenues par 6 pièces d’artillerie légère, l’attaquent. S’engage une longue et vigoureuse résistance, qui donne le temps au général Jean Lannes de soutenir et de réussir son premier débarquement. Le 14 juin 1800, à la tombée de la nuit, il est grièvement blessé dans la poitrine par une balle de mitrailleuse lors de la bataille de Marengo.
Le 1er juillet 1801, il est employé à l’armée cisalpine, et est nommé général de division le 27 août 1803. Il prend le commandement des troupes de la place de Mantoue le 3 octobre suivant. Il est fait chevalier de la Légion d’honneur le 11 décembre 1803, et commandeur de l’ordre le 14 juin 1804.
Il meurt le 12 décembre 1807, à Mantoue, des suites de la blessure reçue à Marengo. Il est enterré dans la chapelle du château Saint-Georges à Mantoue.

### Grades successifs
Joseph Antoine Mainoni passe en seulement 11 ans des grades de soldat à celui de général de division.
- 1790: Soldat
- Sergent
- Lieutenant
- 1792 : Capitaine
- 1792 : Lieutenant-colonel
- 1796 : Chef de brigade (colonel)
- 1798 : Général de brigade
- 1801 : Général de division

### Distinctions
- Chevalier de la Légion d’Honneur (11 décembre 1803)
- Commandeur de la Légion d’Honneur (14 juin 1804)
- Son nom figure sur l’arc de triomphe de l'Étoile, 26e colonne.

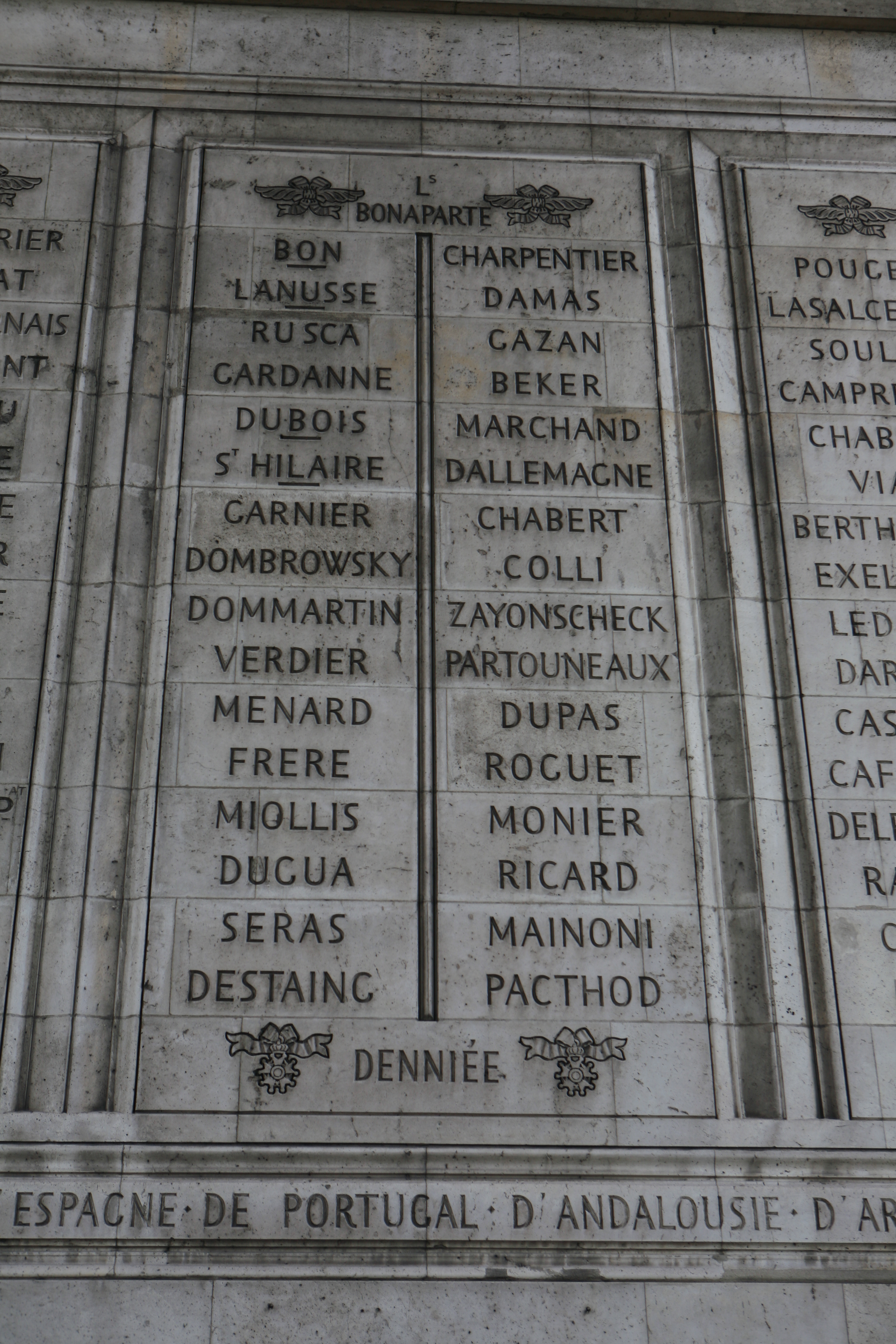
Noms gravés sous l'arc de triomphe de l'Étoile : pilier Sud, 25e et.